# Червинский, Александр Михайлович
Александр Михайлович (Мойшевич) Черви́нский (род. 1938) — советский писатель, драматург и сценарист. Заслуженный деятель искусств РСФСР (1989).

## Биография
Родился 19 апреля 1938 года в Одессе. Отец — Михаил Абрамович Червинский (1911—1965), автор рассказов, монологов, сценок для эстрады, оперетт, текстов к песням, обычно работавший в соавторстве с В. З. Массом. Мать — Сарра Юльевна Червинская (1910—1974). Сестра — Наталья Червинская (род. 1944), художник-мультипликатор, писательница.
Окончил Московский архитектурный институт. С 1967 года пишет киносценарии.
В 1993 году уехал в США, сначала в Калифорнию, потом переехал в Нью-Йорк.

## О себе
В интервью «Российской газете» в 2008 году Александр Червинский сказал:

Честно сказать, я хотел в кино работать всю жизнь. Но я себе это запретил, решив, что там небожители работают. Ну никак не мог отважиться на это дело. Поэтому вместо Института кинематографии пошёл в архитектурный. Не могу сказать, что архитектура была мне противна и неинтересна. Просто я был плохой архитектор. И судьба сложилась так, что моя первая жена была режиссёром, и дружил я со студентками ВГИКа. Постепенно и стал писать сценарии.

Мы уехали в январе 1993 года. Страна была в руинах, в жутком состоянии, не было работы, все вокруг начали меняться, стали воровать, плохо себя вести — я не мог там находиться. С друзьями же, которых у меня немного, но они есть, я и сейчас продолжаю прекраснейшим образом общаться. Я очень часто бываю в Москве.

## Фильмография
Сценарист:
- 1967 — Таинственная стена — совместно с Ириной Поволоцкой и Михаилом Садковичем, режиссёры: Ирина Поволоцкая (жена А. Червинского в то время), Михаил Садкович.
- 1971 — Корона Российской империи, или Снова неуловимые — совместно с Эдмондом Кеосаяном, режиссёр Эдмонд Кеосаян.
- 1971 — Молодые — режиссёр Николай Москаленко.
- 1972 — Мужчины — совместно с Эдмондом Кеосаяном, режиссёр Эдмонд Кеосаян.
- 1972 — Дела давно минувших дней… — совместно с Анатолием Безугловым и Юрием Кларовым, режиссёр Владимир Шредель.
- 1973 — Исполняющий обязанности — режиссёр Ирина Поволоцкая.
- 1978 — Искушение — режиссёр Алексей Поляков.
- 1979 — Узнай меня — совместно с Аркадием Ининым, режиссёр: Владимир Попков.
- 1979 — Тема — совместно с Глебом Панфиловым, режиссёр Глеб Панфилов.
- 1979 — Верой и правдой — режиссёр Андрей Смирнов.
- 1980 — Мнимый больной (по одноимённой пьесе Жана-Батиста Мольера) — режиссёр Леонид Нечаев.
- 1984 — Продлись, продлись, очарованье… — режиссёр Ярополк Лапшин.
- 1984 — Огни — режиссёр Соломон Шустер.
- 1984 — Блондинка за углом — режиссёр Владимир Бортко.
- 1987 — Воскресные прогулки — совместно с Анатолием Усовым, режиссёры: Иван Дыховичный, Александр Карпов
- 1987 — Виктория (Бумажный патефон) — режиссёр Дмитрий Долинин
- 1991 — Афганский излом — совместно с Леонидом Богачуком, Михаилом Лещинским, Адой Петровой, режиссёр Владимир Бортко.
- 1992 — Восточный роман — совместно с Павлом Лунгиным. Режиссёр Виктор Титов.
- 2006 — Ленинградец (Чужая жизнь) — режиссёр Константин Худяков.
- 2006 — Из пламя и света (Мишель Лермонтов) — режиссёры: Нана Джорджадзе, Ираклий Квирикадзе.
- 2009 — Братья Карамазовы — режиссёр Юрий Мороз.

## Литературное творчество
Автор книги «Как хорошо продать хороший сценарий», пьес «Счастье моё», «Бумажный патефон», «Ты», «Крестики-нолики».
В 2004 году роман «Шишкин лес» вошёл в короткий список премии «Национальный бестселлер». В этом произведении говорится об истории одной семьи, прототипом которой стали Михалковы. Сам Александр Червинский в том же году сообщил: «Я хотел создать российскую сагу о Форсайтах. У них сага о Форсайтах — про богатых. А у нас после всех этих революций и потрясений династий не осталось, кроме как в искусстве. Династия Михалковых-Кончаловских особая — их искусство всё время оказывалось востребованным, им разрешалось определённой ценой жить в России лучше, чем народ… Конкретно с семьёй Михалковых я никогда не был близок. Лишь один раз был у Андрона в гостях и общался с ним около часа… Я опирался на общеизвестные факты их биографий»..

## Семья
Первая жена — Ирина Поволоцкая, режиссёр.